# Lesbofobia

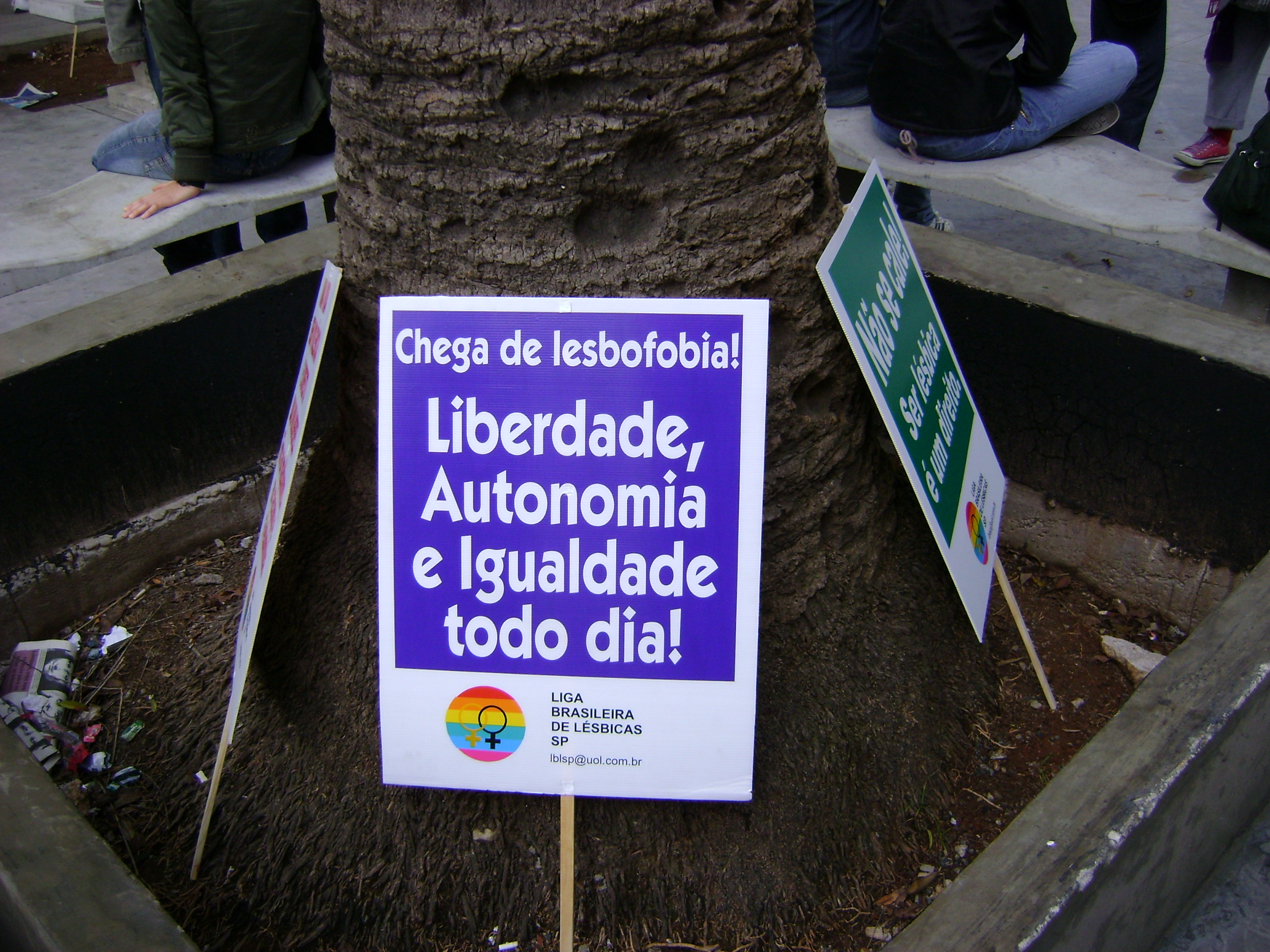
Protesto contra a lesbofobia em São Paulo.

Lesbofobia é a intersecção entre a homofobia e o sexismo contra mulheres lésbicas. Inclui várias formas de negatividade em relação às mulheres lésbicas como indivíduos ou grupo social, ou os relacionamentos lésbicos. 
Com base nas categorias de sexo biológico e gênero, orientação sexual, identidade lésbica e expressão de gênero, esta negatividade engloba preconceito, discriminação e abuso, além de atitudes e sentimentos variando de desdém a hostilidade.
Cynthia Petersen, uma professora de Direito na Universidade de Ottawa, definiu lesbofobia como também incluindo "o medo que as mulheres têm de amar outras mulheres, assim como o medo que os homens (incluindo gays) têm das mulheres não amá-los".
Daniel Borrillo destaca que a homofobia geral denuncia "desvios e deslizes do masculino em direção ao feminino e vice-versa, de tal maneira que se opera uma espécie de atualização constante nos indivíduos, lembrando-os de seu “gênero certo”. Toda suspeita de homossexualidade parece soar como uma traição capaz de questionar a identidade mais profunda do ser". Já a homofobia específica é uma forma de intolerância direcionada a gays e lésbicas; assim, a lesbofobia, como a "gayfobia", seria uma declinação da homofobia específica: "A lesbofobia consiste em uma especificidade no cerne de outra: a lésbica sofre uma violência particular advinda de um duplo menosprezo, pelo fato de ser mulher e pelo de ser homossexual. Diferentemente do gay, ela acumula discriminações contra o sexo e contra a sexualidade. O que caracteriza as lésbicas nas relações sociais baseadas em gênero é o fato de elas serem, devido a sua feminilidade, invisíveis e silenciosas".
Historicamente, as mulheres lésbicas e bissexuais foram tão perseguidas quanto os homens gays e bissexuais, mas além de sofrerem homofobia também sofrem machismo, pois "o reflexo da misoginia que, ao fazer da sexualidade feminina um objeto do desejo masculino, torna impensáveis as relações erótico-afetivas entre mulheres". O desdém pela sexualidade feminina, inclusive a sexualidade lésbica, se transforma em violência quando as mulheres se recusam a cumprir seu papel "Biológico" de esposas e mães. A recusa do casamento e da maternidade seriam um perigo um perigo para a sociedade e para as próprias mulheres, já que, ao se aproximarem de uma característica considerada viril, põem em risco a sua identidade e, o que seria mais nocivo, equilíbrio demográfico.  "Ao desafiarem a norma que destina “por natureza” o sexo feminino para o casamento e para a maternidade, as lésbicas são espontaneamente associadas às feministas, que contestam esses únicos destinos possíveis. Antifeminismo e lesbofobia se alimentam, um do outro, sendo então a lesbofobia uma fonte eficaz para retratar o feminismo como “antinatural” e “imoral”. Essa é a maneira como a caricatura antifeminista fez da mulher independente uma lésbica e da lésbica um personagem invisível, apagado, vítima de um sentimento passageiro e suscetível de “reparação” por meio da intervenção salutar de um homem 'de verdade"'.